# Аралия
Аралия (Aralia) е род от семейство Бръшлянови (Araliaceae), състоящ се от 68 приети вида широколистни или вечнозелени дървета, храсти и коренищни тревисти многогодишни растения. Родът е родом от Азия и Америка, като повечето видове се срещат в планинските гори. Растенията от род Аралия се различават по размер, като някои тревисти видове достигат само 50 сантиметра височина, докато някои са дървета, които растат до 20 метра височина.

## Описание
Растенията в рода имат големи двуперести (двойно сложни) листа, събрани в краищата на стъблата или клоните им; при някои видове листата са покрити с власинки. Стъблата на някои дървесни видове са доста бодливи, напр. Aralia spinosa. Цветовете са белезникави или зеленикави, оформени в метлички в края на стъблото, а сферичните тъмнолилави плодове, подобни на горски плодове, са популярни сред птиците.
Цветовете на аралията имат различно обагряне, най-често са белезникави.

## Приложения
Видовете от род Аралия се използват за храна от ларвите на някои видове пеперуди, включително Hemithea aestivaria.
Някои видове, по-специално Aralia cordata, са годни за консумация от човека и се отглеждат.

## Видове
Към май 2021 г. Plants of the World Online приема следните видове:
- Aralia apioides Hand.-Mazz.
- Aralia armata (Wall. ex G.Don) Seem.
- Aralia atropurpurea Franch.
- Aralia bahiana J.Wen
- Aralia bicrenata Wooton & Standl.
- Aralia bipinnata Blanco
- Aralia cachemirica Decne.
- Aralia caesia Hand.-Mazz.
- Aralia californica S.Watson
- Aralia castanopsicola (Hayata) J.Wen
- Aralia chinensis L.
- Aralia continentalis Kitag.
- Aralia cordata Thunb.
- Aralia dasyphylla Miq.
- Aralia dasyphylloides (Hand.-Mazz.) J.Wen
- Aralia debilis J.Wen
- Aralia decaisneana Hance
- Aralia delavayi J.Wen
- Aralia devendrae Pusalkar
- Aralia duplex R.Chaves
- Aralia echinocaulis Hand.-Mazz.
- Aralia elata (Miq.) Seem.
- Aralia excelsa (Griseb.) J.Wen
- Aralia fargesii Franch.
- Aralia ferox Miq.
- Aralia finlaysoniana (Wall. ex G.Don) Seem.
- Aralia foliolosa Seem. ex C.B.Clarke
- Aralia frodiniana J.Wen
- Aralia gigantea J.Wen
- Aralia gintungensis C.Y.Wu ex K.M.Feng
- Aralia glabra Matsum.
- Aralia glabrifoliolata (C.B.Shang) J.Wen
- Aralia henryi Harms
- Aralia hiepiana J.Wen & Lowry
- Aralia hispida Vent.
- Aralia humilis Cav.
- Aralia hypoglauca (C.J.Qi & T.R.Cao) J.Wen & Y.F.Deng
- Aralia indonesica Doweld
- Aralia kansuensis G.Hoo
- Aralia kingdon-wardii J.Wen, Lowry & Esser
- Aralia leschenaultii (DC.) J.Wen
- Aralia malabarica Bedd.
- Aralia melanocarpa (H.Lév.) Lauener
- Aralia merrillii C.B.Shang
- Aralia mexicana (C.B.Shang & X.P.Li) Frodin
- Aralia montana Blume
- Aralia nudicaulis L.
- Aralia officinalis Z.Z.Wang
- Aralia parasitica (D.Don) Buch.-Ham. ex Otto
- Aralia plumosa H.L.Li
- Aralia racemosa L.
- Aralia regeliana Marchal
- Aralia rex (Ekman) J.Wen
- Aralia scaberula G.Hoo
- Aralia scopulorum Brandegee
- Aralia searelliana Dunn
- Aralia soratensis Marchal
- Aralia spinifolia Merr.
- Aralia spinosa L.
- Aralia stellata (King) J.Wen
- Aralia stipulata Franch.
- Aralia subcordata (Wall. ex G.Don) J.Wen
- Aralia thomsonii Seem. ex C.B.Clarke
- Aralia tibetana G.Hoo
- Aralia tomentella Franch.
- Aralia undulata Hand.-Mazz.
- Aralia urticifolia Blume ex Miq.
- Aralia verticillata (Dunn) J.Wen
- Aralia vietnamensis Ha
- Aralia wangshanensis (W.C.Cheng) Y.F.Deng
- Aralia warmingiana (Marchal) J.Wen
- Aralia wilsonii Harms
- Aralia yunnanensis Franch.

## Галерия
- Aralia spinosa
- Aralia rex
- Aralia mandchurica L.
- Arália eláta
- Aralia californica